# Миколаївка (Сватівський район)
Микола́ївка — село в Україні, у Лозно-Олександрівській селищній громаді Сватівського району Луганської області. Орган місцевого самоврядування — Солідарненська сільська рада. Площа села становить 87 га.

## Населення
Населення становить 5 осіб.

## Вулиці
У селі існує одна вулиця — Степова.

## Транспорт
Село розташоване за 57 км від районного центру і за 8 км від залізничної станції Осикове на лінії Валуйки — Кіндрашівська-Нова.

## Цікаві місця
На південь від села на хуторі Роздольне у вершині балки знаходиться ентомологічний заказник місцевого значення — Роздольнянські пруди.